# CIJA
La CIJA (Commission for International Justice and Accountability, en français la « Commission pour la justice internationale et la responsabilité ») est une organisation non gouvernementale créée en 2011 qui collecte, exfiltre, analyse et archive des preuves matérielles de violations des droits humains commises en Syrie par les belligérants du conflit : acteurs étatiques, c'est-à-dire le régime de Bachar el-Assad, et non étatiques, c'est-à-dire les groupes armés, notamment l'État islamique. En 2021, son stock est constitué de près d'un million de documents.  
L'ONG reconstitue les chaînes de commandement ayant mené à la commission de crimes internationaux (crime de guerre, crime contre l'humanité, génocide) afin que des juridictions poursuivent et jugent les plus hauts responsables. Elle coopère avec les autorités européennes (police, justice, immigration) et les organes onusiens par différentes voies : transmission d'informations en amont au stade de l'enquête, constitution de dossiers en aval lors de procès.

## But et organisation des activités de la CIJA

### Objectif
William Wiley, ancien enquêteur canadien des tribunaux internationaux pour l’ex-Yougoslavie et le Rwanda, créé la CIJA en 2011 sous la forme d'une  organisation non gouvernementale afin de collecter des éléments en vue de futurs procès liés au conflit syrien,,. Pour Michelle Burgis-Kasthala, enseignante-chercheuse en droit international public, la constitution d'une telle structure, dès le début du conflit syrien, répond directement au blocage des institutions onusiennes et juridictions internationales. Elle constitue dès lors une forme de « justice entrepreneuriale » qui, identifiant les faiblesses ou lacunes dans l'ordre international, cherche à les combler en choisissant une approche privée.  
Outre les preuves d'exactions commises par le régime syrien, l'ONG documente également celles attribuables à des groupes armés non étatiques (en) dont l'Etat islamique. Le but est donc de reconstituer les chaînes de commandement ainsi que la structure de communication des autorités  qui ont rendu possible la commission de crimes internationaux et de délimiter les responsabilités de chacun,. In fine, il s'agit d'identifier les hauts-gradés, c'est-à-dire les donneurs d'ordres,, dont la responsabilité a toujours été juridiquement la plus compliquée à établir, devant les juridictions pénales internationales en particulier, « par manque de preuves matérielles les reliant directement à leurs subordonnés ».  
Précisément, sur les responsabilités de Damas, William Wiley explique que la bureaucratie domine dans l'Etat syrien et que « la prise de décision par des subordonnés est implicitement découragée », la combinaison de ces deux facteurs génèrant une production d'écrits extrêmement importante.

### Fonctionnement

#### Collecte, exfiltration et analyse
À partir de 2012, la CIJA forme des volontaires, souvent de jeunes juristes militant dans les rangs de l’opposition démocratique, à localiser, récupérer et exfiltrer tout document potentiellement utile pour la justice, tels que des ordres de mission, mandats d'arrêt, comptes-rendus de réunion, procès-verbaux d’interrogatoire, etc.,,. Les premières formations ont lieu en Turquie et au Liban. L'expérience passée des formateurs au sein des juridictions internationales, hybrides ou nationales représente un atout selon la chercheuse Kaitlin Owens puisque ceux-ci ont été directement confrontés aux défis et aux évolutions du recueil et de l'administration de la preuve en droit international pénal.  
Jusqu'à l'intervention russe de 2015 inversant le rapport de force, les bâtiments officiels et militaires abandonnés lors de défaites sont entre autres systématiquement fouillés. Il en est de même des prisons. Les preuves étant accessibles, par définition, pour un court laps de temps, afin de pénétrer dans les lieux, des accords sont passés avec certains groupes armés dont l'Armée syrienne libre, à l'exclusion de l'Etat islamique et du Front al-Nosra. La question de la collaboration avec des acteurs susceptibles de commettre, eux aussi, des violations du droit international est épineuse. Néanmoins, Mark Kersten, chercheur spécialisé sur la justice pénale internationale et les mécanismes de résolution des conflits, relève que dans un contexte de conflit en cours, il semble s'agir de la seule solution « pragmatique » lorsque l'on souhaite rendre la justice, rappelant la nécessaire coopération de la Cour pénale internationale avec des belligérants afin de mener à bien ses enquêtes. La consigne pour les membres de l'ONG demeure d'évaluer « l'importance globale » des documents mais de ne pas les sélectionner, c'est-à-dire exclure des éléments potentiellement à décharge, ceci afin d'anticiper les futurs procès et contestations de la part de la défense.  
Les volontaires syriens récupèrent de cette manière, au risque de leur vie, les documents officiels et les font sortir du pays pour les remettre à l'organisation. Les éléments matériels sont ensuite authentifiés, vérifiés, analysés par une équipe de conseillers juridiques, classés et archivés au siège de l'organisation,,. En d'autres termes, les informations récupérées ne sont pas rendues publiques.  Si la CIJA affirme conserver une trace de la façon dont les documents transitent, certains juristes s'inquiètent d'éventuelles défaillances dans la chaîne de garde qui, si elles se produisaient, pourraient entraîner une dépréciation de la valeur probatoire des éléments présentés et permettre ainsi aux auteurs des crimes d'échapper aux poursuites.  
L'organisation privilégie le recueil de preuves écrites, la valeur probante des témoignages étant toujours jugée moindre. Elle interroge cependant des victimes, par exemple des ex détenus ou des transfuges, afin de corroborer les preuves matérielles et de démontrer, dès lors, le caractère systématique des crimes internationaux. Elle complète sa documentation avec des preuves en accès libre notamment pour les actes attribuables à Daech.

#### Stock
Les locaux sont situés dans une ville en Europe dont le nom ne peut être dévoilé pour des raisons de sécurité,. En effet, les membres de l'équipe sont recherchés par Damas. Près d'un million de documents,— correspondant à plus de 900 kilos de papier — et environ 450 000 vidéos ou fichiers numériques sont entreposés au siège,. Véritable « trésor judiciaire » pour Les jours et La Croix,, Stephen Rapp (en) — ancien chef des poursuites du TPIR et Procureur du TSSL — abonde dans ce sens : la documentation de la CIJA est extrêmement « riche » par rapport à ce qui est généralement retrouvé lors de la collecte des preuves dans le domaine des crimes internationaux,.    

### Financement et effectifs
L'organisme reçoit des fonds de l'Union Européenne jusqu'en 2020. Il est aussi financé par différents pays occidentaux du continent européen et américain,, dont les autorités policières et judiciaires souhaitent utiliser leurs matériaux dans des procédures. Fin 2014, les Etats-Unis suppriment la subvention allouée ce qui, selon certains observateurs, illustre le changement de stratégie de l'administration Obama, celle-ci priorisant alors son action sur les exactions commises par l'Etat islamique.     
En 2017, son budget est de 10,5 millions de dollars. Environ cent-cinquante personnes y sont employées, dont trois seulement sont connues du public. A titre comparatif, en 2016, la CIJA mobilise quasiment autant d'enquêteurs que la Cour pénale internationale sur l'ensemble de ses enquêtes.     
L'organisation est mise en cause par l'OLAF en 2020 concernant d'éventuelles infractions financières liées à une subvention de 3 millions d'euros octroyée par l'UE en 2013. En 2021, le rapport de l'office est toujours étudié par la Commission européenne. Son porte-parole précisant à ce sujet : « [l]'enquête de l'Olaf concerne la facturation par le consortium, non les informations collectées lors de la mise en œuvre du projet et il n'y a aucune indication de faute concernant les objectifs dudit projet ». De son côté, la CIJA réfute les conclusions du rapport et met notamment en avant une soixante d'audits externes réalisés depuis ses débuts qui n'ont jamais pointé d'éléments problématiques.

## Tentative de discrédit et attaque contre la CIJA
Fin 2020, la CIJA apprend que la localisation du siège, l'identité et l'adresse de nombreux employés ainsi que de leurs familles ont fuité. Elle craint que ces informations pouvant compromettre leur sécurité n'aient été données à un groupe pratiquant la désinformation et ayant des liens avec le régime de Bachar el-Assad : le Working Group on Syria, Propaganda and Media. Paul McKeigue, un membre de ce groupe, essaye d'obtenir des informations personnelles sur William Wiley. La CIJA ne répond pas. A la place, elle lui envoie un courriel anonyme en proposant des informations. De cette correspondance, où la CIJA laisse à penser qu'ils pourraient être en lien avec les services secrets russes, l'organisation apprend qu'elle est l'objet d'une campagne de désinformation complotiste visant à nier les attaques chimiques, à discréditer la CIJA, l'Organisation pour l'Interdiction des Armes Chimiques (OIAC), ainsi que plusieurs chercheurs, journalistes, défenseurs des droits humains et témoins directs d'une des attaques, dont Paul McKeigue donne une liste,,,,. 

## Appui aux services justice-police des Etats européens et à l'ONU
En sept ans, douze enquêtes ont été menées à bien, dont une sur la répression des opposants, une sur les conditions de détention en Syrie et une sur le siège de Homs. Selon William Wiley, d'autres « chaînes de commandement restent difficiles à établir, comme celles concernant les bombardements ou les attaques chimiques. La responsabilité du régime est évidente mais encore faut-il démontrer l’implication de chaque échelon ». Il affirme qu'en cas de procès de Bachar el-Assad, la CIJA a « tout pour le faire condamner ». Selon un article du Monde de mars 2021, la CIJA a établi, à cette date, un dossier contre vingt-quatre personnalités du régime.  
Le travail sur l'Etat islamique débute en 2014. Selon le fondateur cinq ans plus tard : des chaînes de commandement ont été mises à jour ; celles-ci permettent de remonter jusqu'à Abou Bakr al-Baghdadi par rapport aux exécutions massives et à la réduction en esclavage des femmes et des enfants.  

### Au niveau européen
Si l'ONG n'a pas vocation à se substituer aux services policiers européens qui agissent via les affaires ouvertes par les magistrats sur le fondement de la compétence universelle, elle permet cependant de pallier une difficulté majeure : l'impossibilité d'accéder au terrain. Depuis 2016, la CIJA a été destinataire d'environ 550 requêtes émanant d'une dizaine d'États concernant un peu plus de 1 200 personnes liées au régime syrien. A titre d'exemple, elle coopère ainsi avec des autorités nationales telles que l'Office central de lutte contre les crimes contre l'humanité, les génocides et les crimes de guerre (OCLCH) en France,.    
Bien que non prévu initialement dans les objectifs, le travail effectué permet d'alimenter une base de données fournissant des informations sur des antécédents criminels d'individus se dissimulant dans les groupes de civils réfugiés. Dans ces conditions, l'organisation transmet aux services d’immigration d’une quinzaine d’États européens ses éléments relatifs à des dignitaires de l'armée ou à des agents des services de sécurité ayant fui sur le continent,.   

#### Procès de Coblence
En avril 2018, la police fédérale allemande demande à la CIJA de lui transmettre les éléments recueillis à propos du colonel Anwar Raslan. Moins d'un an plus tard, en février 2019, grâce notamment à aux documents et témoignages fournis par l'ONG, les autorités allemandes, en coopération avec la France, arrêtent ce haut-gradé syrien suspecté de crimes contre l'humanité (incluant des faits de torture sur des prisonniers). Un compte-rendu d'interrogatoire de l'une des branches des renseignements généraux du régime syrien, daté de 2012 et signé par l’ancien dignitaire, constitue une des preuves de sa position hiérarchique au sein des renseignements lors de son procès pour crime contre l’humanité à Coblence, en Allemagne. La CIJA constitue un dossier d'une cinquantaine de pages pour ce procès. Outre la preuve de son rôle en matière d'investigations au sein des branches 251 et 285, l'organisme produit en particulier un ordre daté d'avril 2011 enjoignant les forces sécuritaires à utiliser la violence contre les manifestants.   

#### Dossier César
En 2015, la CIJA et l'équipe du rapport César procèdent à un échange d'informations. En faisant correspondre les numéros figurant sur les photographies des cadavres d'individus décédés dans les lieux de détention syriens (dit « rapport César ») à la documentation de la CIJA, l'organisation identifie des victimes et relie ces éléments aux militaires qui ont supervisé les déplacements.  

#### Khaled al-Halabi
En 2016, l'organisme informe les autorités autrichiennes de la présence, sur le territoire national, de cet ancien brigadier général des services de renseignement du régime affecté à Raqqa. Elle transmet également au Parquet des éléments relatifs à son implication dans des violations graves du droit international ; une enquête est ouverte. Deux ans plus tard, alors que la justice française a reçu entre les deux son dossier de rejet de demande d'asile, celle-ci lance un signalement via Europol. La CIJA communique de nouvelles preuves à l'Autriche : la police est envoyée au domicile de l'individu qui a pris la fuite. Khaled al-Halabi est le plus haut-gradé, réfugié sur le sol européen, identifié par les membres de l'ONG. 

### Au niveau international
Eu égard à la médiatisation des enquêtes internationales et aux risques accrus pour la sécurité des employés se rendant sur les théâtres de guerre, les institutions sont souvent réticentes à envoyer leurs agents sur place alors que le conflit est toujours d'actualité ; c'est ici que réside l'avantage d'organismes privés à l'instar de la CIJA qui présente une « tolérance au risque plus élevée ». L'organisation communique ses informations au Mécanisme international, impartial et indépendant (MIII) de l'ONU qui enquête sur les crimes les plus graves commis en Syrie, par l'ensemble des belligérants,. De même, à partir de 2018, l'United Nations Investigative Team to Promote Accountability for Da’esh/ISIL crimes (UNITAD) — alors dirigé par Karim Khan — s'appuie sur son travail. 